# Ethon (Csillagkapu)

## Ismertető
| Figyelem: Itt a Csillagkapu 9. évadjának cselekményét vagy a végkifejletet is olvashatod. |

Jarrod Kane a Tegalusról értesíti a Csillagkapu Parancsnokságot, hogy a Rand Protektorátus az Ori követője lett, és cserébe egy olyan műhold tervét kapták, amivel elpusztíthatják a Kaledóniakat. Azt is megtudják, hogy a fegyver már működőképes, és 24 órával ezelőtt egy teljes Kaledóniai Katonai Előörs semmisült meg.
A Kaledóniaiak – egyrészt azért mert Rand már elfogadta – visszautasítja az Orit. A Hírnök ezért megsemmisítő csapást akar rájuk mérni (Aki nem fogadja el az Eredetet, meg kell semmisíteni!).
Jarrod átadja a fegyver hiányos terveit, és megkéri a CSK-1-et, hogy pusztítsa el a fegyvert. A csapat beleegyezik, és a Prométheusszal indulnak a műhold elpusztítására.
Kane és Daniel más módszerrel próbálja meggyőzni Randot az Ori veszélyéről, azonban megérkezésük után egyből bebörtönzik őket. A Prométheusz megpróbálja megmenteni Danielt, de szembekerülnek Rand új fegyverével. Pajzsai – amiről eddig nem is tudtak – ellen hatástalan a Prométheusz tűzereje. Ezután F-302-esekkel próbálkoznak, de így sem jutnak át az erős energiapajzson. Mikor a fegyver újra tüzel, a Prométheusz erősen megsérül. A CSK-1 és a személyzet nagy része a felszínre sugárzódik, mielőtt a hajó parancsnokával együtt elpusztult volna. Kaledóniában a csapat új tervet eszel ki a műhold elpusztítására. Ezalatt Daniel továbbra is próbálja meggyőzni Rand elnökét arról, hogy a dolgot békésen kell megoldani, de nem veszi vigyelembe.
Kaledóniában Carter előáll egy tervvel: egy F-302 szállítmányát kellene felrobbantani a Rand parancsnoki bunkere felett. A robbanás elektromágneses hullámot okozna, ez hatástalanítaná a műhold vezérlőrendszerét. A terv úgy halad, ahogy tervezték, és míg a rendszerek nem működnek, Mitchell és Teal’c beáll a műhold elpusztításához szükséges pozícióba. Felfogva, hogy mi történt, Rand elnöke végül úgy dönt, hogy üzletet köt Kaledóniával, ezt Daniel ajánlotta: Odaadja Kaledóniának a csillagkaput, és bármelyik kaledóniai, aki nem hisz az Eredetben, elhagyhatja a bolygót. Kaledónia elnöke vonakodva elfogadja a feltételeket, így Mitchell és Teal'c nem pusztítja el a műholdat. A műhold rendszerei újra működőképesek lesznek, Rand elnöke ígéretével ellentétben utasítja a fegyvert a Kaledóniai főváros elpusztítására. Az egyik parancsnok nem ért egyet és lelövi az elnököt, viszonzásul testőrei őt lövik le. Daniel közbelép, és meggyőzi a Rand katonákat arról, hogy álljanak le, és deaktiválják a műholdat. Mikor a CSK-1 távozik, mindkét nemzet megegyezik, hogy a problémákat békésen próbálják megoldani.
Sajnos, miután a CSK-1 elhagyja a bolygót, a Rand és Kaledónia között folyó béketárgyalások elakadnak, ezután mindkét nemzet totális háborút indít. A planétával minden kapcsolat megszakad, a két nemzet valószínűleg elpusztult, a csillagkapu pedig a romok alatt hever.

## Idézetek
Jarrod Kane: Feladja maga valaha?

Daniel: Amíg élek nem…és néha még utána sem.

## Külső hivatkozások
- Epizódismertető a csillagkapu.hu-n
- Stargate Wiki link (angolul)